# Avenida Greenpoint (línea Crosstown)
La Avenida Greenpoint es una estación en la línea Crosstown del Metro de Nueva York de la división B del Independent Subway System. La estación se encuentra localizada en Greenpoint, Brooklyn entre la Avenida Greenpoint y la Avenida Manhattan. La estación es servida en varios horarios por los trenes del Servicio .